# Esquece o Mundo Lá Fora
Esquece o Mundo Lá Fora é um álbum ao vivo da dupla sertaneja Zé Neto & Cristiano, lançado pela Som Livre no dia 18 de maio de 2018 em todas as plataformas digitais (Spotify, Google Play, Deezer, Apple Music, iTunes e Napster). O show de gravação aconteceu no Espaço das Américas em São Paulo (SP) no dia 29 de março de 2018, contando com a presença de 8 mil pessoas (capacidade máxima da casa).  Entre elas, estavam as esposas dos cantores, Natália Fonseca e Paula Vaccari, que acompanharam o show do início ao fim.
Com direção de vídeo de Fernando Trevisan (Catatau), a produção musical de Ivan Miyazato e a direção executiva de Wander Oliveira, o show contou com uma mega produção, garantindo mais um sucesso na carreira da dupla.

## Lista de faixas
| CD  |                            |                                                                                           |         |  |
| N.º | Título                     | Compositor(es)                                                                            | Duração |  |
| 1.  | "Diz Aí"                   | Bruno Villa                                                                               | 3:37    |  |
| 2.  | "Armadura"                 | Bruno Villa/Lucas Lima/Thiago Lima/Hiago Vinícius/Juan Marcus                             | 2:51    |  |
| 3.  | "Status Que Eu Não Queria" | Hiago Vinícius/Juan Marcus/Juliano Tchula/Emerson Coelho/Natanael Silva                   | 2:33    |  |
| 4.  | "Largado às Traças"        | André Vox/Philipe Pancadinha/Victor Hugo                                                  | 3:54    |  |
| 5.  | "Ontem Era Eu"             | Rodrigo Reys/Bruno Cesar                                                                  | 2:37    |  |
| 6.  | "Amor à Primeira Esquina"  | Natanael Silva/Juan Marcos/Hiago Vinícius/Junior Pepato/Elcio di Carvalho                 | 2:50    |  |
| 7.  | "A Farra Perdeu Pro Amor"  | Dhanathon/Gabriel Vittor/Murilo Costa/Léo Sagga/Jimmy Luzzo/Alan Barros                   | 2:27    |  |
| 8.  | "Bebida na Ferida"         | Waleria Leão/Thiago Alves/Samuel Alves/Jenner Melo/Alex Torricelli                        | 3:19    |  |
| 9.  | "Novela das Nove"          | Carlim Gonçalves/Tiago Carvalho/Dudu Tecla/Danilo Araujo/Helião/Lucas Mendes/Roger        | 2:47    |  |
| 10. | "Grão de Arroz"            | Hiago Vinícius/Juan Marcus                                                                | 2:39    |  |
| 11. | "A Gente Continua"         | Everton Matos/Diego Ferrari/Léo Sagga/Ray Antônio/Paulo Pires/Sando Neto/Guilherme Ferraz | 2:16    |  |
| 12. | "Morador de Rua"           | Rodrigo Reys/Bruno Cesar                                                                  | 2:31    |  |
| 13. | "Derreter a Aliança"       | Rodrigo Reys /William dos Santos                                                          | 3:09    |  |
| 14. | "Notificação Preferida"    | Junior Gomes/Vine Show/Thiago Alves/Samuel Alves                                          | 3:02    |  |
| 15. | "Esquece o Mundo Lá Fora"  | Juliano Tchula/Natanael Silva/Elcio di Carvalho/Junior Pepato                             | 4:17    |  |

| DVD |                            |         |  |
| N.º | Título                     | Duração |  |
| 1.  | "Diz Aí"                   |         |  |
| 2.  | "Morador de Rua"           |         |  |
| 3.  | "A Gente Continua"         |         |  |
| 4.  | "Armadura"                 |         |  |
| 5.  | "A Farra Perdeu Pro Amor"  |         |  |
| 6.  | "Amor à Primeira Esquina"  |         |  |
| 7.  | "Novela das Nove"          |         |  |
| 8.  | "Bebida na Ferida"         |         |  |
| 9.  | "Ontem Era Eu"             |         |  |
| 10. | "Status Que Eu Não Queria" |         |  |
| 11. | "Derreter a Aliança"       |         |  |
| 12. | "Largado às Traças"        |         |  |
| 13. | "Mulher Maravilha"         |         |  |
| 14. | "Na Base da Pancada"       |         |  |
| 15. | "Água na Peneira"          |         |  |
| 16. | "Grão de Arroz"            |         |  |
| 17. | "Notificação Preferida"    |         |  |
| 18. | "Tô Voltando"              |         |  |
| 19. | "Lugar Bom"                |         |  |
| 20. | "Amor Descartável"         |         |  |
| 21. | "Esquece o Mundo Lá Fora"  |         |  |

## Desempenho nas paradas
| Paradas (2018)              | Melhor posição |
| --------------------------- | -------------- |
| Brasil (iTunes Album Chart) | 1              |

## Certificação
| País         | Certificação | Data | Vendas certificadas |
| ------------ | ------------ | ---- | ------------------- |
| Brasil (PMB) | Platina      | 2018 | 500.000             |